# 82e parallèle nord
Pour les articles homonymes, voir 82e parallèle.
En géographie, le 82e parallèle nord est le parallèle joignant les points de la surface de la Terre dont la latitude est égale à 82° nord.

## Géographie

### Dimensions
Dans le système géodésique WGS 84, au niveau de 82° de latitude nord, un degré de longitude équivaut à 15,544 km ; la longueur totale du parallèle est donc de 5 596 km, soit environ  14,0% de celle de l'équateur. Il en est distant de 9 108 km et du pôle Nord de 894 km,.
Comme tous les autres parallèles à part l'équateur, le 82e parallèle nord n'est pas un grand cercle et n'est donc pas la plus courte distance entre deux points, même situés à la même latitude. Par exemple, en suivant le parallèle, la distance parcourue entre deux points de longitude opposée est 2 798 km ; en suivant un grand cercle (qui passe alors par le pôle nord), elle n'est que de 1 788 km.

### Durée du jour
À cette latitude, le soleil est visible toute la journée au solstice d'été, et reste sous l'horizon toute la journée au solstice d'hiver.

### Régions traversées
Pays traversés
- Canada (Île d'Ellesmere au Nunavut)
- Danemark via le  Groenland (péninsule de Nyeboe, île de Hendrik, péninsule de Wuff, cap Peter Henrik, cap Rigsdagen, île de la Princesse-Thyra, île de la princesse Margaret, etc.)